# Beyernaumburg
Beyernaumburg is een plaats en voormalige gemeente in de Duitse deelstaat Saksen-Anhalt, en maakt deel uit van de Landkreis Mansfeld-Südharz.
Beyernaumburg telt 762 inwoners. Sinds 1 januari 2010 maakt het deel uit van de stad Allstedt, waarvan het een Ortschaft vormt (samen met het dorp Othal).

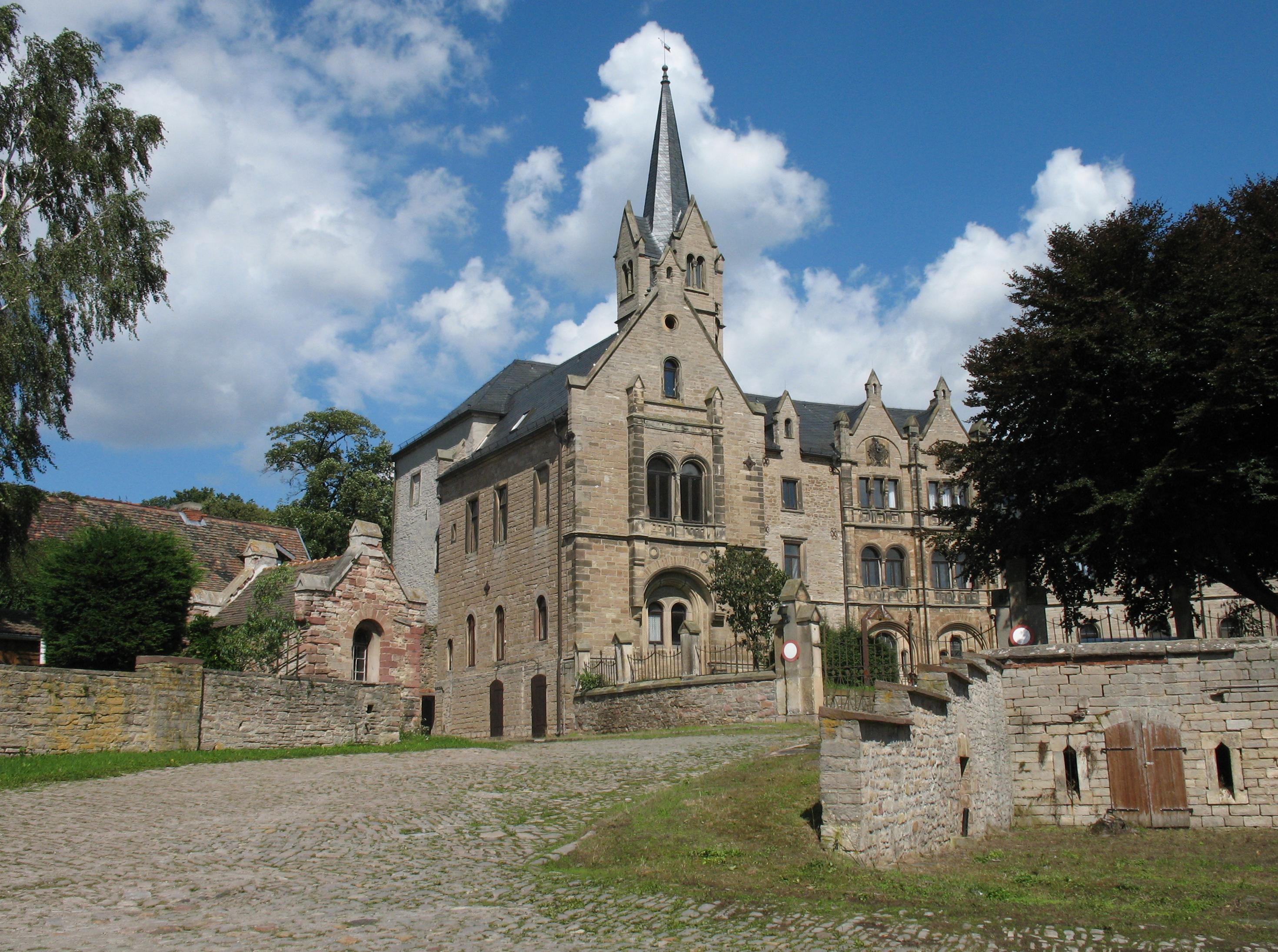
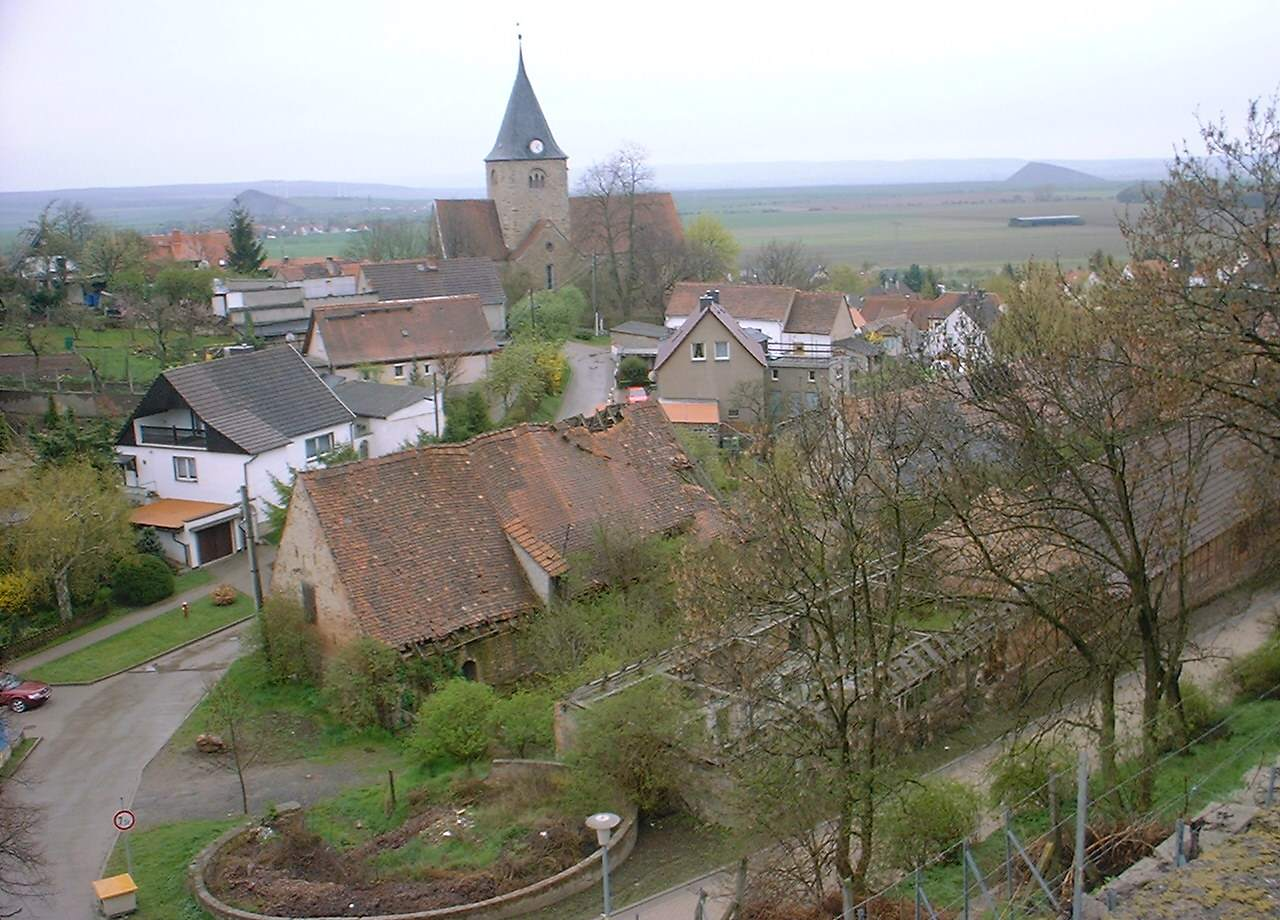
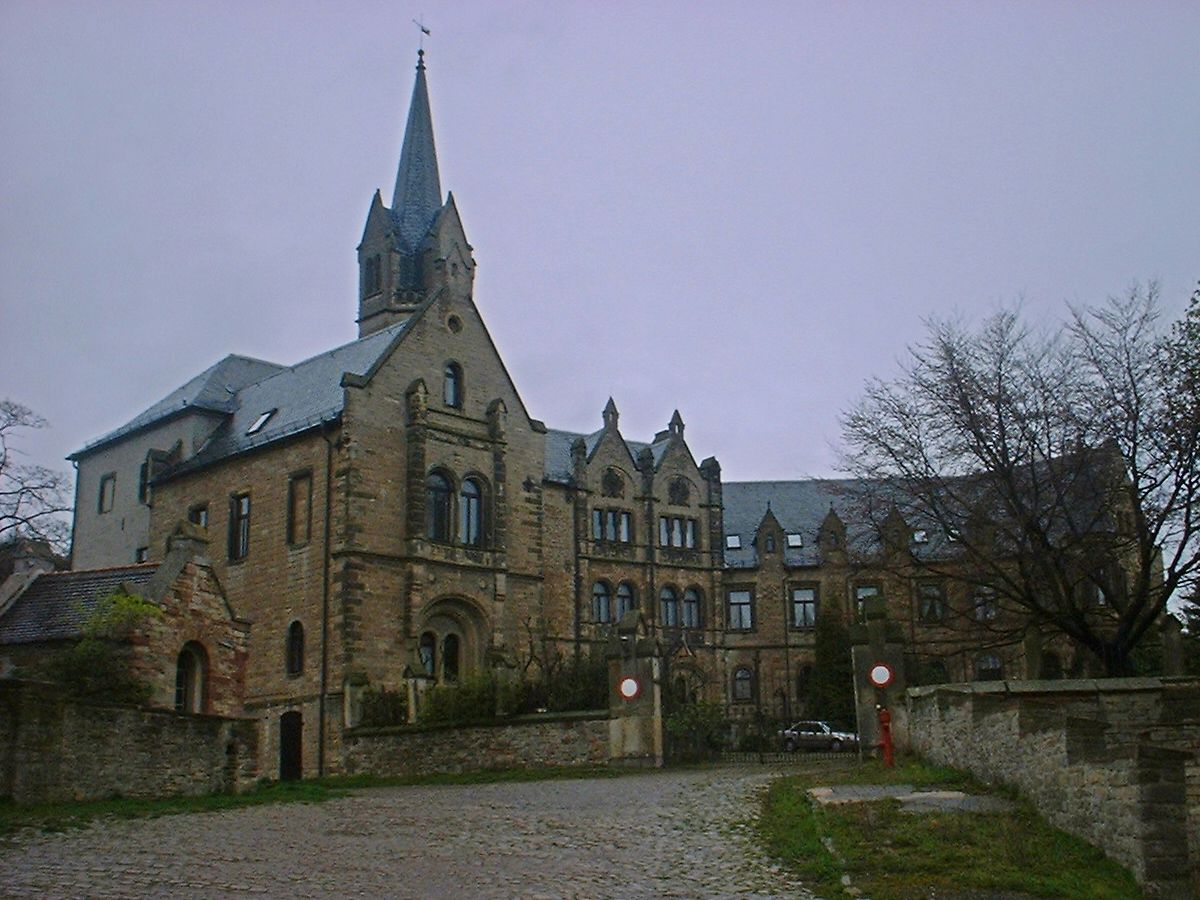
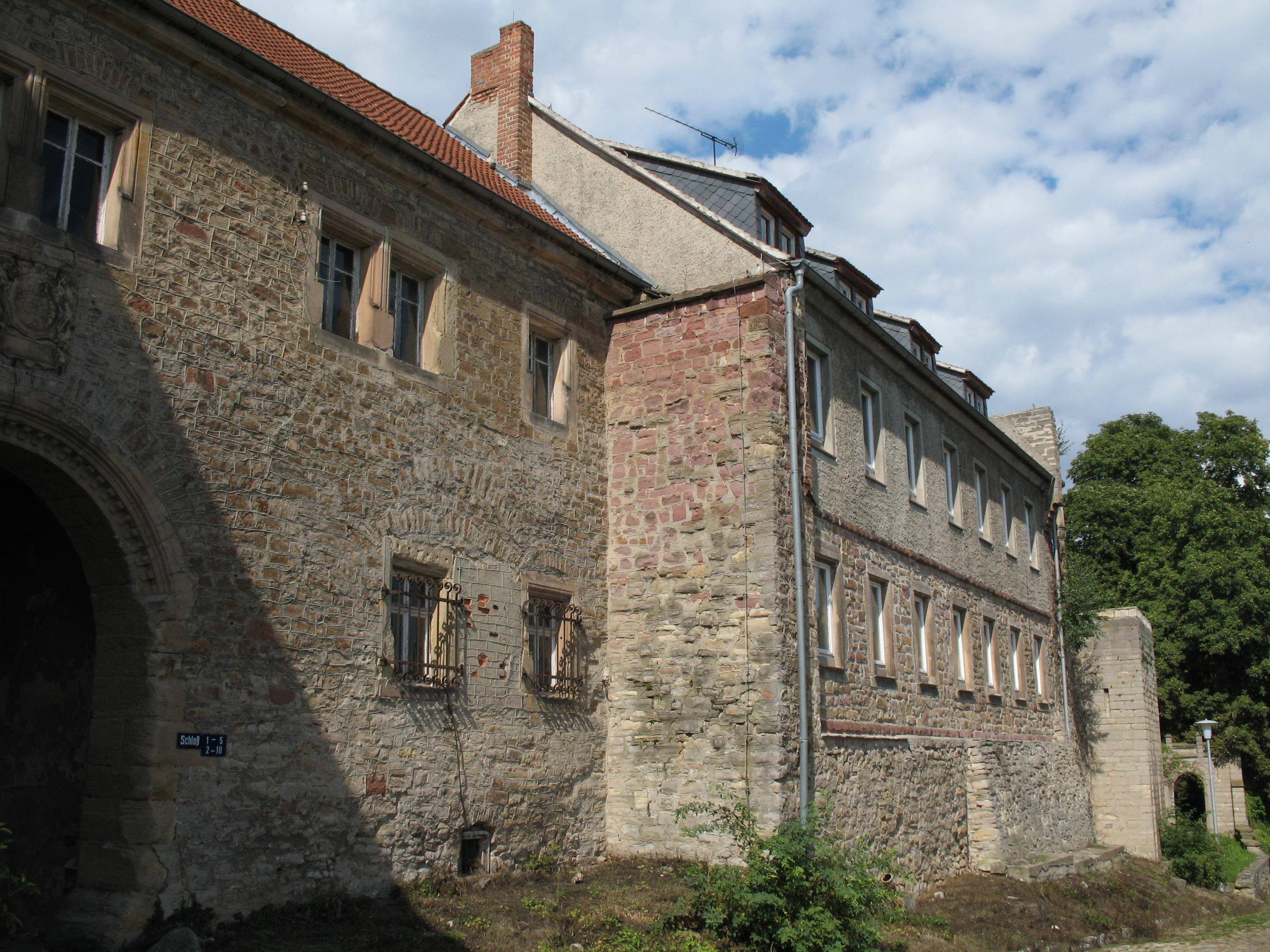